# Trường Quốc tế Anh Thành phố Hồ Chí Minh
Trường Quốc tế Anh Việt Thành phố Hồ Chí Minh thường được gọi là BVIS HCMC, là một trường quốc tế hàng đầu tại Việt Nam. Trường là một phần của Tập đoàn Giáo dục Nord Anglia.
BVIS giáo dục trẻ em ở cấp mầm non, tiểu học và trung học cơ sở. Trường sử dụng Chương trình giảng dạy tiếng Anh với các chương trình giảng dạy tiếng Việt được cho là đặc biệt: Văn học, Lịch sử và Địa lý Việt Nam.

## Lịch sử
BVIS TP.HCM chính thức hoạt động từ năm 2011 . Theo vnexpress, chất lượng giáo dục của trường  được kiểm định bởi những tổ chức như Hội đồng các Trường Quốc tế (CIS) và Hiệp hội các trường Phổ thông và Đại học miền Tây nước Mỹ (WASC) .

## Nhận xét của cựu học sinh
Theo vnexpress, Thanh Nhã, cựu học sinh BVIS niên khóa 2019, giành học bổng toàn phần Đại học York (Canada), cho biết, công dân toàn cầu là một trong những yếu tố chính của Hội nghị Mô phỏng Liên Hợp Quốc NAE 2018 tổ chức ở New York (Mỹ). Tại sự kiện, em có cơ hội lắng nghe, chia sẻ và thảo luận cùng bạn bè đến từ các quốc gia khác nhau trong môi trường quốc tế, từ đó phát triển hơn nữa tư duy phản biện, cách tiếp nhận ý kiến đa chiều, kỹ năng lãnh đạo và tương tác làm việc nhóm .